# Kloster Ramsen
Das Nonnenkloster Ramsen (Pfalz), 1146 als Ramosa gegründet, war zunächst eine benediktinische Kommunität, ein Priorat des Klosters St. Georgen im Schwarzwald, und gehörte ab 1267 dem Zisterzienserorden an. Es lag in der heutigen Gemeinde Ramsen im Donnersbergkreis in Rheinland-Pfalz. Das Nonnenkloster wurde 1477 aufgelöst. Die baulichen Anlagen sind fast vollständig abgegangen.

## Geschichte
Das Nonnenkloster Ramsen war eine Schenkung des sonst nicht weiter bekannten Bertold von Winzingen (1146) an das Kloster St. Georgen im Schwarzwald, erwies sich aber wegen der räumlichen Distanz und der Ausstattung als für die Mönchsgemeinschaft unrentabel, so dass es bereits 1174 an den Bischof Konrad II. von Worms (1171–1192) übergeben wurde. Das Kloster gehörte ab dem Jahr 1267 dem Zisterzienserorden an und war zeitweise dem Abt des Klosters Schönau unterstellt. Im späten Mittelalter verschlechterte sich seine wirtschaftliche Lage trotz umfangreichen Grundbesitzes, so dass es 1477 aufgelöst wurde.
1477 wurde in Ramsen ein Zisterzienser-Priorat eingerichtet, das nur bis 1485 Bestand hatte. Bischof Johann von Dalberg ließ die Klostergefälle seinen Tafelgefällen inkorporieren. Zu dieser Zeit versuchte auch die Abtei Otterberg das Priorat zu inkorporieren, scheiterte letztendlich aber 1482 am zisterziensischen Generalkapitel und dem Widerstand der Grafen von Nassau-Saarbrücken. Die klösterlichen Ländereien bildeten in der Folge eine Wirtschafts- und Verwaltungseinheit des Hochstifts Worms.
Laut der 1570 verfassten Wormser Chronik des Friedrich Zorn (1538–1610) wollte Bischof Reinhard von Rüppurr (resignierte 1524) das aufgegebene Kloster Ramsen zu seiner Versorgung nutzen, was jedoch durch die Plünderung im Pfälzischen Bauernkrieg (1525) vereitelt worden sei.

## Klosterbesitz
Aus der Stiftungszeit haben sich Urkunden erhalten, welche die ursprüngliche Ausstattung des Klosters durch die Gründerfamilie betreffen. Dort heißt es u. a.: „... dass Bertold von Winzingen und seine Ehefrau Hatwid und Burchard, der Bruder Bertolds, und Beatrix, die Mutter Bertolds und Burchards, sowie deren Verwandte, ihre Söhne und Töchter, (darunter) Bertold und Konrad, für das Heil ihrer Seelen und das der (Seelen) ihrer Vorfahren alles, was sie besaßen in Ramsen (Ramessum) sowohl an Äckern als auch an Wäldern, an Wiesen, Weiden und Gewässern, und alle Knechte und Mägde, die sie dort hatten, zur Gänze gaben der Kirche der seligen Maria und des seligen Georg und den dort unter der Regel des seligen Benedikt Gott dienenden Sanktimonialen in Gegenwart und mit Zustimmung des Burchard, des Sohnes des Bertold, und dessen zwei Töchtern Hatwid und Kunigunde. Als aber die vorgenannte Hatwid starb, gaben sie für deren Seele der besagten Kirche ebenso das, was sie hatten in der Gemarkung von Grünstadt (Grindestat). Als dann der vorgenannte Burchard starb, gaben sie dieser Kirche, was sie hatten in Kanskirchen (Crancruze) an Kirche, Zehnten und Allod. Nachdem der vorgenannte Bertold gestorben war, gaben sie der Kirche, was sie hatten in Eisenberg (Isenburch), nämlich den Bann, Weinberge, Ländereien, Gewässer, Wiesen, Weiden, Mühlen und was sie sonst dort hatten außer den Berittenen und deren Alloden und was sie hatten in Hettenheim (Hittenheim) und was sie hatten in Entersweiler (Nenterswilre) sowohl an Wäldern als auch an Ländereien, Weiden, Gewässern und Wiesen und deren Einkünften, wie sie Ertrag bringen, und was sie hatten in Gladebach (wüst bei Ramsen). Als aber Burchard, der Sohn des Bertold, im Sterben lag, gab er dieser Kirche für seine Seele den dritten Teil der Kirche und der Zehnten in Gimmeldingen (Gomeldangis) und zwei Mansen Land in Flörsheim (Bleessem).“